# Афгано-іранський кордон
Афгано-іранський кордон має довжину 936 км і пролягає від кордону з Туркменістаном на півночі до кордону з Пакистаном на півдні. Кордон був встановлений у період 1872—1935 рр.

## Історія
Кордон між Афганістаном і Персією був офіційно встановлений у період 1872—1935 рр. в результаті низки арбітражів третіх сторін, що випливало з Паризького договору 1857, за яким Афганістан і Персія погодилися передавати будь-які проблеми/умови між собою на розгляд до Великої Британії (на той час Велика Британія контролювала значну частину Індії, включно з нинішнім Пакистаном). Серія сутичок між Афганістаном і Персією у 1860-х рр. спонукала перського шаха Насер ад-Дін Шах Каджара звернутися до британців з проханням формалізувати афгано-перський (іранський) кордон. У 1872 році комісія на чолі з Фредеріком Джоном Голдсмідом запропонувала приблизний варіант делімітації, що проходив від Банди до Кух-і-Малік-Сіах (пагорб на сучасному кордоні між Афганістаном, Іраном і Пакистаном) через річку Гільменд. Обидві сторони врешті-решт прийняли цю пропозицію, однак на той час вона не була реалізована.
Кордон Голдсміда виявився недієздатним, особливо враховуючи зміну русла річки Гільменд, і тому протягом наступних десятиліть було проведено більш точний кордон на три частини: північна частина — генералом і полковником Генріхом Макмагоном, британським генеральним консулом у Хорасані і Систані, у 1888—1891 рр., південна частина — британський Генрі Макмахоном у 1903—1905 рр., і нарешті, середня частина — турецьким генералом Фахреттіном Алтаєм у 1934—1935 рр.. Після кожної демаркації встановлювалися прикордонні стовпи, в результаті чого на неводних ділянках кордону було встановлено 172 стовпи.
Сам кордон не оспорювався після 1935 року, але суперечки щодо розподілу водних ресурсів в цьому районі ще тривали багато років і не були остаточно вирішені .